# Łukasz Fabiański
Łukasz Marek Fabiański, född 18 april 1985 i Kostrzyn nad Odrą i Polen, är en polsk fotbollsmålvakt som spelar för engelska Premier League-klubben West Ham United. Han har tidigare även representerat det polska landslaget.

## Klubbkarriär

### Tidig karriär
Han inledde sin fotbollskarriär i den lokala klubben Polonia Slubice, där han snabbt gjorde sig ett namn som en mycket god målvakt och blev överflyttad till den klassiska fotbollsmålvaktsakademin MSP Szamotuly, en privatägd akademi i närheten av Poznań, där polska landslagets målvaktstränare Davidjuk finns tillgänglig.
Redan under denna tid, när Fabiański var 15 år, erbjöds han en träningssession med Arsenal.

### Legia Warszawa
Vintern 2005 skrev han kontrakt med det polska storlaget Legia Warszawa, där redan en viss Artur Boruc fanns. Men när Boruc lämnade Legia för skotska Celtic FC tog Fabiański över hans position som förstemålvakt. Han blev polsk ligamästare med Legia säsongen 2005/2006. Samma år erhöll han en "Fotbolls-oscar" för sitt fantastiska målvaktsspel i polska Orange Ekstraklasa.

### Arsenal
Den 26 maj 2007, skrev Fabiański på för det engelska topplaget Arsenal. "En spelare för framtiden". "Han har en stor potiental för att bli en av Arsenals bästa målvakter någonsin" sade Arsenals tränare Arsène Wenger om Fabiański.
Höjdpunkten under hans tid i Arsenal var FA Cup-säsongen 2013/2014, då Fabiański stod samtliga Arsenals matcher och framför allt finalen, som Arsenal vann mot Hull City med 3–2 efter förlängning.. 

### Swansea
Efter FA-cupfinalen valde Fabiański, vars kontrakt var utgående, att skriva på för Premier League-klubben Swansea City, där han stannade i fyra säsonger.

### West Ham United
Den 20 juni 2018 värvades Fabiański av West Ham United, där han skrev på ett treårskontrakt. I mars 2021 förlängde Fabiański sitt kontrakt fram till juni 2022.

## Landslagskarriär
Efter att ha varit ordinarie i det polska U-21 landslaget, blev han uppflyttad till A-laget tack vare sin säsong i Legia 2005/2006. Han debuterade mot Saudiarabien, den 29 mars 2006 och har hittills gjort 21 framträdanden. I VM 2006 i Tyskland var han med i den polska truppen som reservmålvakt. Leo Beenhakker (Polens förbundskapten) är ett stort fan av den unga målvakten. Łukasz Fabiański spås en lysande framtid och Leo Beenhakker säger att han behövde den här övergången till Arsenal FC för att han ska kunna bli förstamålvakt i Polens landslag.
I augusti 2021 valde Fabiański att avsluta sin landslagskarriär.